# Vlag van Aargau

Vlag van Aargau

De vlag van Aargau, een kanton in Zwitserland, is vierkant en bestaat uit twee verticale banen in de kleuren zwart en blauw, met in de zwarte baan drie witte en twee (smallere) blauwe golvende lijnen en in de blauwe baan drie witte sterren. De zwarte baan staat voor de vruchtbare bodem van Aargau, die vruchtbaar is dankzij de rivier de Aare. Deze rivier wordt gesymboliseerd door de golvende lijnen. De drie sterren staan voor de drie regio's van het kanton: Fricktal, Baden en de Freigebiete.